# Ocnogyna nordstroemi
Ocnogyna nordstroemi là một loài bướm đêm thuộc phân họ Arctiinae, họ Erebidae.